# Asociación de Fútbol de Talcahuano
La Asociación de Fútbol de Talcahuano es una asociación de clubes de fútbol amateur de Talcahuano, Chile.

## Historia
La Asociación fue fundada el 9 de enero de 1909. Desde el 13 de junio de 1917 hasta el 26 de enero de 1918 contó con su propia revista llamada El Sport. En 2009, la entidad certificó la jugada (chilena) inventada por Ramón Unzaga en 1914.

## Clubes

### Actuales
En el presente (2025), la organización deportiva está conformada por 21 clubes miembros, los cuales son los siguientes:
- Bellavista
- Carlos Ibáñez
- Católica Arenal
- Chacarita
- David Fuentes
- Diego Portales
- Everton
- Gente de Mar
- Gold-Cross
- Hermandad Porteña
- Juventud Letelier
- Juventud Porteña
- Juventud Salinas
- Los Cóndores
- Nueva Estrella del Mar
- Olimpia
- San Vicente Norte
- Tierra Porteña
- Unión Colo Colo
- Huachipato
- Unión San Vicente[a]

### Anteriores
- Apostadero Naval
- Artillero de Costa
- Arturo Prat
- Caupolicán
- Centro de Torneros
- Deportivo Español
- Huachipato[5]
- Inchalam
- Manuel Baquedano
- Naval (1991-presente)[6]
- Unión Caldereros